# Dekalog, Acht
Dekalog, Acht ist ein polnischer Fernsehfilm aus dem Jahr 1988. Als achter Teil der Filmreihe Dekalog des Regisseurs Krzysztof Kieślowski behandelt der Film das achte Gebot Du sollst nicht falsches Zeugnis geben wider deinen Nächsten.

## Inhalt
Zwei Frauen, eine ältere Professorin für Ethik an einer polnischen Universität, und eine jüngere Jüdin aus den USA treffen sich in der Universität. Letztere kommt zu einem wissenschaftlichen Besuch, denn sie hat viele Texte der Professorin übersetzt, und nimmt an ihrem Unterricht teil. Eine anwesende Studentin erzählt zu Beginn der Stunde die Geschichte mit dem Arzt und der schwangeren Frau, die Gegenstand des zweiten Teils der Dekalog-Reihe ist.
Noch weiß die Professorin nicht, wer die jüdische Übersetzerin wirklich ist. Doch als diese zum Unterricht eine Geschichte erzählt, erkennt die Professorin, dass diese die Geschichte der Jüdin und sie jenes damals sechs Jahre alte Mädchen ist, dem sie im Zweiten Weltkrieg helfen sollte, sich vor den Nazis zu verstecken. Sie schickte das Kind jedoch, angeblich aus religiösen Gründen (Du sollst kein falsches Zeugnis ablegen), wieder weg. Die moralische Verstrickung der Situation im Zweiten Weltkrieg wird unter den Studenten des Kurses diskutiert.
Die beiden Frauen fahren zusammen zum Ort, an dem sie sich im Jahr 1943 begegneten, und es kommt zu einer Aussprache. Es steht im Raum, dass die Professorin damals den Tod des Mädchens billigend in Kauf genommen hat. Die Professorin schildert ihr, wie es zu der Situation kam, und bereut die Situation sehr, denn – so formuliert die Professorin – „nichts ist wichtiger als das Leben eines Kindes“. Die beiden Charaktere der Handlung nähern sich langsam an und begegnen sich mit direktem Bezug zur aktuellen Lebensrealität der beiden Personen.
Ein weiterer Besuch der Jüdin bei einem Mann, der ihr nach der Professorin das Leben retten sollte, wird von diesem gleich abgeblockt. Er möchte nicht über die Situation sprechen und weigert sich, auch den Dank der jungen Frau anzunehmen.

## Kritik
„Ein vielschichtiger ethischer Diskurs über Wahrheit und Lüge an der Grenze von Theorie und Praxis, der mit Zusammenhängen konfrontiert, die zu kompliziert sind, um das Verhalten der Menschen in einer konkreten Situation als falsch oder richtig klassifizieren zu können.“